# Fabricación de automóviles

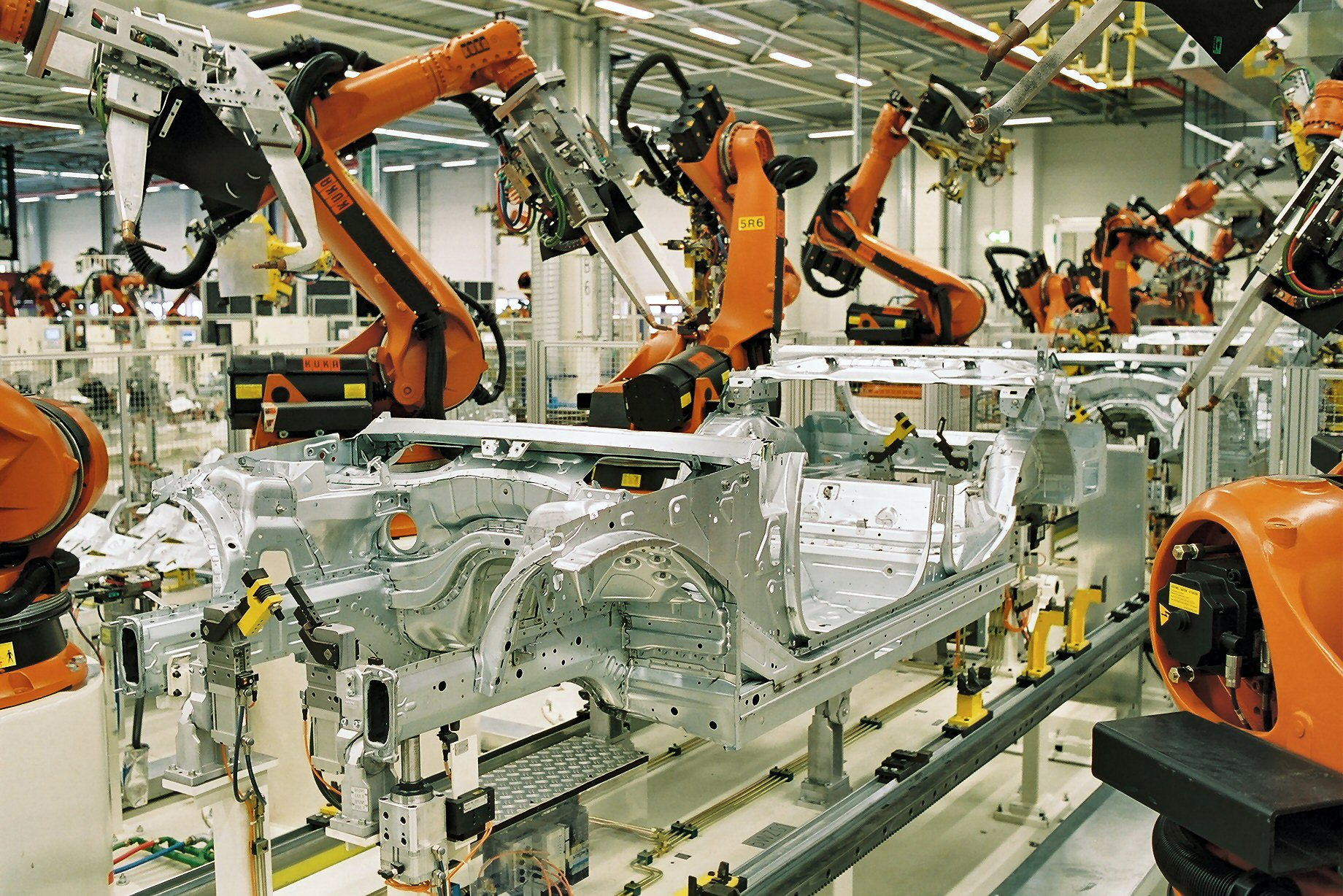
Soldadura por puntos de la carrocería del BMW Serie 3 por robots industriales en la planta de la empresa BMW en Leipzig.

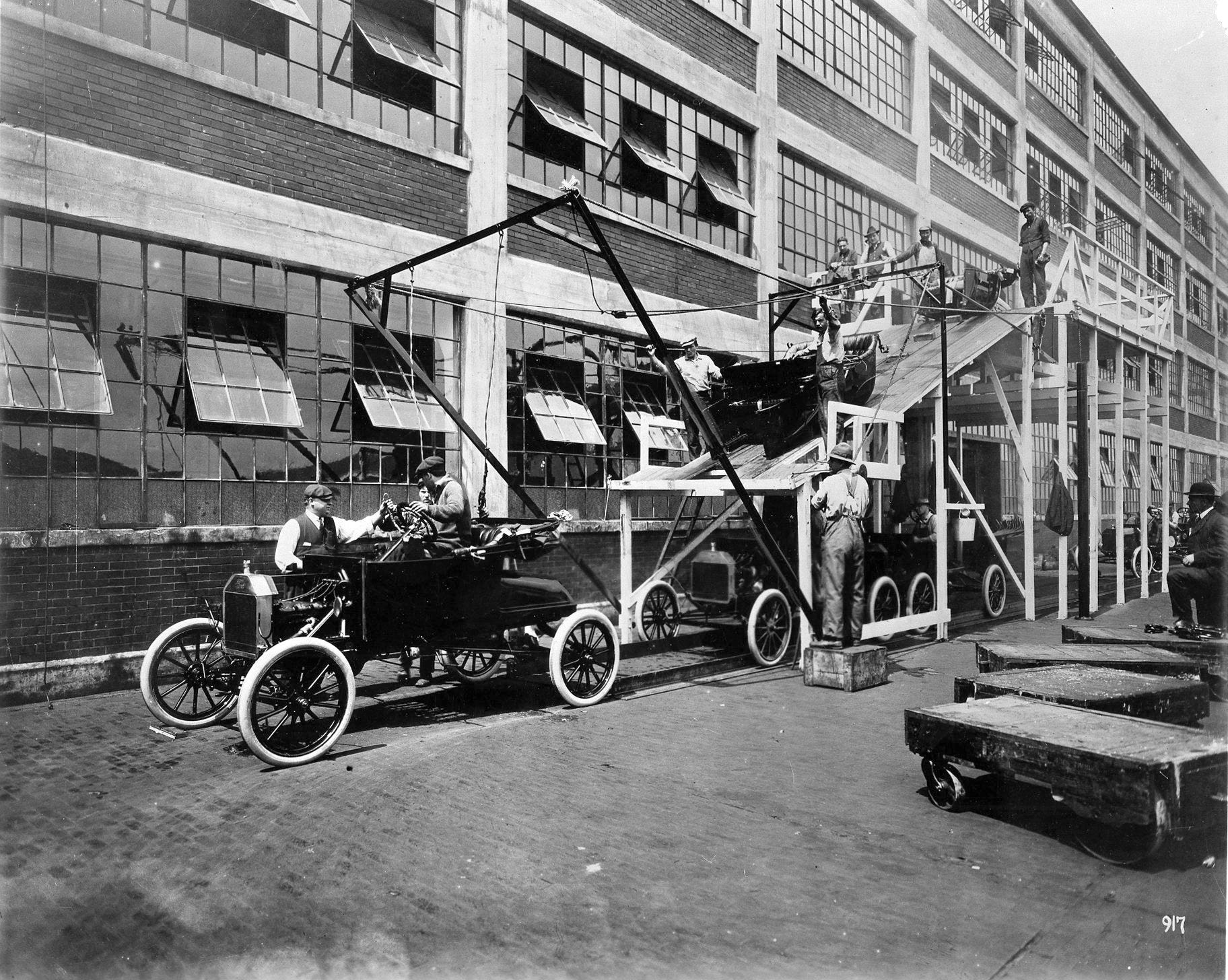
Línea de producción en una planta de Ford (1913).

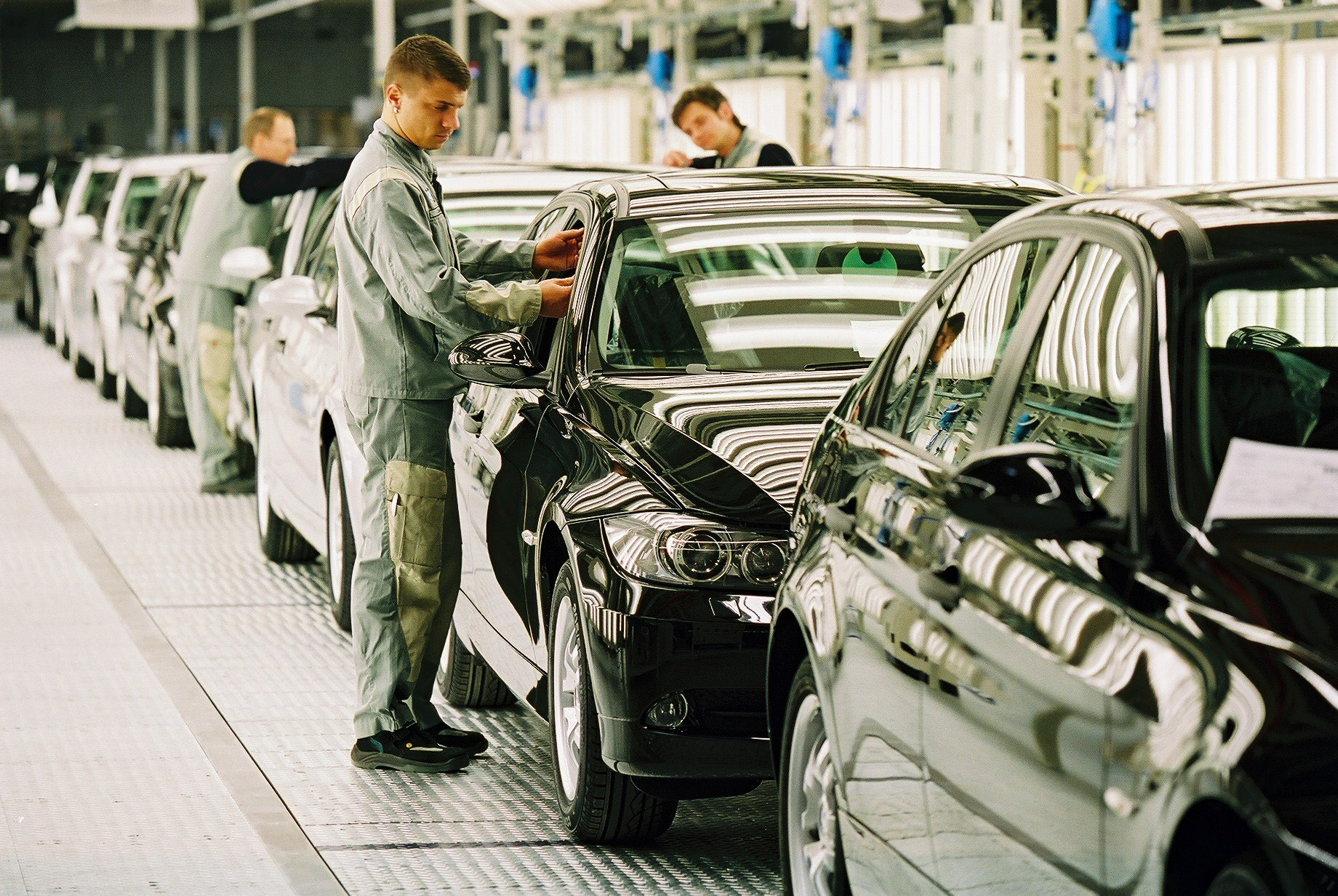
Última fase de la línea de producción.

La fabricación de automóviles se refiere a la producción industrial de vehículos automóviles en fábricas habilitadas para ello. Es una de las etapas indispensables de la industria automotriz, junto a la comercialización. La fabricación de automóviles requiere un capital humano y financiero muy importante.
Dependiendo del tipo de vehículo, la cantidad de unidades a fabricar por día y el emplazamiento de la fábrica el grado de automatización puede variar considerablemente. Si las unidades a producir son muy   reducidas entonces es rentable la producción manual en un taller, pues la inversión para una línea de ensamble no es viable. Igualmente, en países con costes laborales reducidos el grado de automatización suele ser menor y muchos procesos son manuales. En cualquier caso, en general se puede afirmar que el grado de automatización es alto.
Los vehículos se fabrican normalmente, en una línea de producción, que cuenta con numerosas estaciones donde operarios, fijos en cada estación, realizan el mismo trabajo en cada vehículo que llega. Los operarios pueden rotar 1 o 2 veces al día de estación a estación por razones ergonómicas (ej. en los EE. UU.) y trabajar de forma permanente en una estación (Europa). El desplazamiento de los vehículos de una estación a otra, se realiza siguiendo el principio de una cinta transportadora. 

## Fases
Antes de producir un vehículo, ha de completarse su desarrollo y validación. Los diferentes pasos necesarios para la fabricación de un vehículo están descritos más abajo, si bien, también es posible que algunos de ellos ocurran de forma paralela para optimizar el tiempo, lo que se conoce como ingeniería simultánea. Todos los pasos descritos a continuación no tienen por qué tener lugar forzosamente en la planta de producción.

### Planificación estratégica
El primer paso es decidir, a partir de estudios de mercado qué tipo de vehículo demanda el mercado, con qué características y en qué medida (volumen de venta). En este paso, se estima también el precio final, si bien, hasta que se negocien todos los contratos con los proveedores  se realicen todos los cambios necesarios no es posible calcular el costo de fabricación del vehículo.

### Diseño y pre-desarrollo
Los resultados de la fase inicial son la base para esta fase. En esta fase se establece el diseño exterior y, de forma más aproximada, el diseño interior. Se documentan los requisitos técnicos de cada componente por desarrollar y fabricar.

### Nominación de proveedores
Una vez que se ha establecido el diseño y los componentes necesarios se abren concursos para los diferentes componentes entre diferentes proveedores. El proveedor con el mejor concepto y el precio más ventajoso tiene las mejores cartas para ser nominado.

### Construcción
En esta fase se termina de detallar el vehículo y todos sus componentes por completo. Para ello se deben de tener en cuenta los siguientes aspectos:
- Requisitos legales: Las leyes vigentes son diferentes en cada país y son de cumplimiento obligatorio si se pretende vender vehículos en sus mercados correspondientes. Ejemplos de áreas con diferentes legislaciones son la libertad de movimiento de la cabeza, el ángulo de visión, emisiones de CO2, luz de freno intermitente en caso de parada de emergencia, intensidad de los faros delanteros, uso de pilotos intermitentes laterales, color de los intermitentes traseros, etc.
- Costos: La composición de los diferentes componentes y de la construcción final van a influir en el precio final de fabricación.
- Propiedades del producto final: El vehículo finalizado ha de cumplir con algunas propiedades como confort, seguridad en caso de accidente. Para cumplir con estos objetivos antes de fabricar el coche el único método viable es el uso de simulación.
- Calidad: La construcción del vehículo va a determinar la calidad de este. Una mayor calidad conlleva normalmente también mayores costes, por ello ha de buscarse siempre un compromiso durante la planificación estratégica.
- Viabilidad de fabricación: Este factor se deriva a los diferentes componentes. Estos deben de poder ensamblarse y reemplazarse de forma ergonómica, deben de tener un coste asequible y deben de poder ensamblarse sin problemas mediante la definición de tolerancias.

La construcción real de vehículo se efectúa en diferentes fases. En la primera se crean vehículos virtuales en 3 dimensiones con dimensiones ideales. En una segunda fase, los primeros prototipos reales suelen fabricarse en un taller especializado para estos propósitos con una línea de producción limitada, en lugar de la fabricarse en la planta final de producción. Es entonces cuando se suele transferir la producción a la planta comenzando con pocas unidades y siempre en diferentes ciclos.
La verificación del vehículo se efectúa en diferentes escenarios, laboratorios, circuitos de pruebas, condiciones climáticas extremas como en países extremadamente fríos y calurosos así como en desiertos. El siguiente paso es el uso de prototipos (con camuflaje) en vías públicas. Los resultados de todas estas pruebas se tienen en cuenta en el siguiente ciclo de desarrollo del vehículo. En paralelo a la optimización del vehículo final se planifica, licita y monta la maquinaria necesaria en la planta para la fabricación del nuevo vehículo.

### Planificación de la producción
Cuando la construcción del vehículo es confirmada se comienza con la planificación de su fabricación. Normalmente los nuevos vehículos se fabrican en líneas ya existentes (probablemente del modelo predecesor), por lo que se trata de adaptar la línea existente de forma que tanto el modelo antiguo así como el nuevo puedan fabricarse a la vez. Esto es necesario porque normalmente entre 12 y 6 meses antes de lanzar el nuevo modelo, este ya comienza a fabricarse en la fábrica (sin la madurez necesaria aún para lanzarse al mercado). El reto de adaptar la línea es que la producción actual ha de perturbarse lo menos posible para seguir produciendo los modelos en serie. 

### Montaje de la producción
Tras finalizar la planificación de la producción se comienza con el montaje, como paso previo a la fabricación del nuevo vehículo.

## Proceso de producción
A la hora de fabricar un vehículo normalmente se siguen los pasos descritos más abajo. Algunos fabricantes (especialmente de gama alta, ej. BMW) crean en vehículo a partir de la configuración del cliente, en lugar de crear vehículos con diferentes equipamientos, colores y variantes entre los que el cliente pueda elegir.
El vehículo en construcción se desplaza entre las diferentes áreas y las diferentes estaciones mediante sistemas de cintas transportadoras. La producción puede estar repartida por una sola planta o (especialmente en zonas donde el metro cuadrado es más caro o bien no hay posibilidad de expandir la planta) en varias. La llegada de mercancías así como las prensas (por su peso y volumen) suelen estar en la planta baja. 

### Fundición
En esta área se crean los componentes que precisan de fundición, por ejemplo el bloque motor. Esta área no es necesaria si este tipo de componentes se producen en otras fábricas y se trata por ello de componentes provenientes de un proveedor.

### Prensas
En esta área se elaboran las pletinas, con los cuales se creara la carrocería. El metal llega a la planta en forma de rollo (en inglés "Coils"). Los cuales se cortan en planchas y prensan en un molde para darles la forma deseada. 

### Estructura / Carrocería
En esta área se unen los componentes metálicos de las prensas con la estructura de la carrocería. La unión se hace por medio de puntos de soldadura, aunque cada vez son más frecuentes los raíles de soldadura o inserción por presión. También son cada vez más frecuentes procesos como remaches (ej. Uniones de aluminio / acero) y pegado (como complemento a uniones de soldadura, pero también como único método de sujeción). En la elaboración de la estructura se suelen utilizar un gran número de robots industriales. 
La producción de carrocerías en la elaboración de la estructura puede subdividirse en los siguientes grupos:
- Paredes laterales
- Techo
- Línea de montaje de las puertas
- Ensamble principal

Además de la propia producción hay otros departamentos periféricos relacionados:
- Inspección de mercancía entrante
- Inspección de piezas modelo
- Controles de calidad
- Manejo de componentes y logística
- Metodología

Los departamentos técnicos colaboran con los empleados de producción en caso de perturbaciones en la producción o problemas de calidad, Ej.:
- Calidad de piezas suministradas
- Taller central, eléctrico y mecánico
- Taller de robots
- Taller de dispositivos neumáticos
- Técnicos de soldadura
- Electrónica y redes

### Pintura

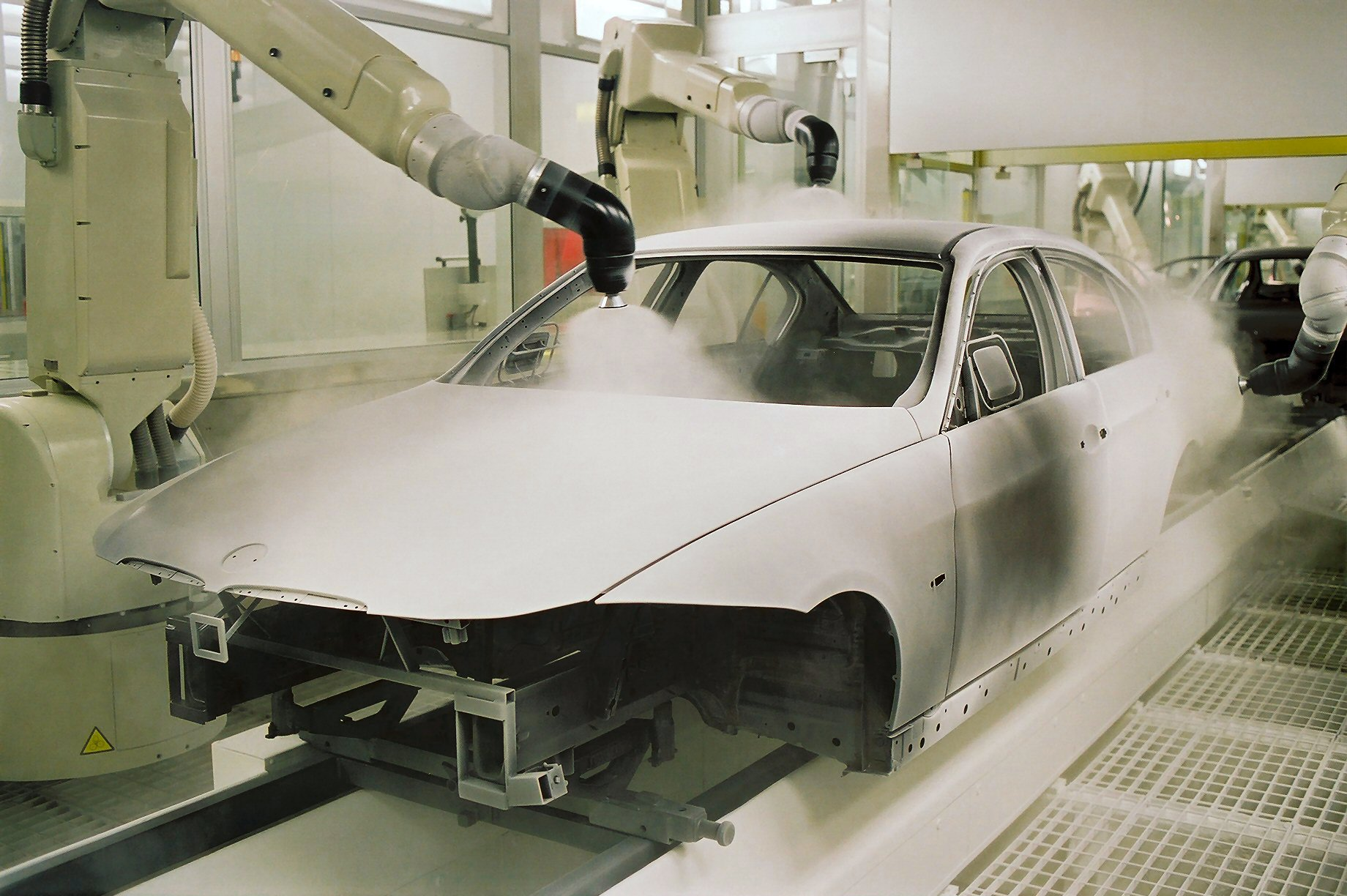
Cámara de laca y pintura.

La carrocería desnuda se protege en primer lugar contra corrosión, para lo que se suele sumergir la carrocería en un baño una o varias veces. Según el proceso seguido se aplican una o dos capas protectoras durante el proceso de pintado. Previamente a la capa final de pintura se protege la carrocería ante corrosión con el método de pintura catódica por baño. Después se aplica un relleno que hace posible un reparto homogéneo de la laca. Es entonces cuando se aplica la capa de pintura con el color deseado y finalmente una laca transparente protectora.

### Ensamble auxiliar
En estas áreas de producción se ensamblan piezas de gran tamaño para así acelerar la línea principal de montaje. Estos componentes pueden ensamblarse internamente o externamente (en este último caso a estos proveedores se les denomina proveedor de sistemas). Ejemplos pueden ser el motor, la transmisión, ejes, habitáculo, ensamble delantero (parachoques + faros delanteros), asientos, puertas, etc.

### Montaje
En esta área se completa la carrocería desnuda con todas las piezas necesarias. Para ello se suelen desensamblar las puertas y en ocasiones también la puerta del maletero para ser ensamblados de forma paralela y así facilitar el acceso al interior del vehículo. Se comienza con el arnés de cables (diferente según los equipamientos especiales del vehículo) para ir poblando el interior poco a poco, revestimientos, módulo de climatización, volante + eje, Panel de instrumentos, asientos, etc. En paralelo se ensambla el motor con la transmisión y los ejes. La unión del cuerpo de vehículo y la parte inferior se denomina "boda". Finalmente se ensamblan las puertas desensambladas al comienzo del montaje, se rellena el vehículo con todos los líquidos necesarios (ej. aceite de motor, refrigerante, líquido de frenos, etc.).

### Control de calidad
Es entonces cuando se arranca el motor por primera vez para probar el vehículo a altas velocidades sobre dos rollos (de forma que solo las ruedas giren y el vehículo permanezca inmóvil). Tras ejecutarse diferentes pruebas electrónicas para confirmar que todos los componentes inteligentes no reportan ningún problema (OBD), finalmente se realizan los últimos detalles como puede ser imperfecciones en la carrocería o una óptima apertura y cerrado de las puertas. Siempre y cuando el vehículo no precise de alguna reparación mayor en el área de retrabajo que no se pudiera hacer directamente en la línea, el vehículo está listo para ser enviado.

### Venta
Tras superarse todas la pruebas se hace entrega del vehículo a la división de ventas.

## Logística

Volkswagen T-Roc listos para su transporte naval en el puerto de Setúbal, Portugal.

La tendencia de los últimos años es incrementar cada vez más la cantidad de componentes que se suministran Just-in-time (al español ‘’Justo a tiempo’’), aprox. 8 horas antes de que se precisen, o bien Just-in-sequence (al español Justo a tiempo), aprox. 4 horas antes de que se precisen, para evitar así el tener que almacenar los componentes antes de que se necesiten. Estos procesos requieren que los proveedores suministren las variantes exactas de los componentes necesarios en las próximas 4 u 8 horas en la secuencia exacta.

## Aspectos generales
El tiempo necesario aproximado para el montaje desde cero de un vehículo de la clase del Volkswagen Golf suele ser entre 15 - 20 horas, según la complejidad y el equipamiento. El récord de tiempo de producción lo ostenta el Smart, que precisa aprox. solo de 4 horas para ser finalizado. Esto es posible gracias a su reducido tamaño y el porcentaje importante de componentes ensamblados previamente.
La creación de una planta de producción de vehículos supone un capital inversor muy importante pero es algo muy beneficioso para la región donde está ubicada. Se calcula que por cada puesto de trabajo directo en la planta de producción se crean otros 5 en los proveedores, y subprovedores, etc. Esto se debe a que la cantidad de componentes suministrados por proveedores externos es cada vez mayor, simplificando de esta forma el montaje en las plantas de producción de vehículos. En especial los proveedores de sistemas, cada vez más populares, requieren líneas complejas de producción propias y al tratarse de un compuesto de componentes de gran tamaño y a los retos logísticos, suelen estar localizados cerca de la planta de producción de vehículos.